# How I Met Your Mother
How I Met Your Mother (Hoe ik jullie moeder ontmoette) is een Amerikaanse komedieserie van CBS, waarvan op 19 september 2005 de eerste aflevering werd uitgezonden. De serie werd bedacht door Craig Thomas en Carter Bays, die hun vriendschap gebruikten als inspiratie voor de personages.
How I Met Your Mother won zowel in 2006, 2007 als 2008 een Emmy Award voor de Art Direction, en in 2006 tevens een tweede Emmy voor de cinematografie. Acteur Neil Patrick Harris werd in 2010 genomineerd voor een Golden Globe voor zijn rol als Barney Stinson. Ook het programma zelf werd genomineerd in de categorie 'Beste Komedie'. Elke week keken er 8 tot 10 miljoen Amerikanen naar de show.
De serie wordt in Nederland uitgezonden op Comedy Central en door RTL 7. In Vlaanderen was ze te bekijken op 2BE, en anno 2021 op VTM 4.
Jason Segel was het in eerste instantie zat om wéér in zijn rol van Marshall Eriksen te kruipen, maar tekende op het laatst toch nog voor een negende seizoen. Op 30 januari 2013 werd bekendgemaakt dat het negende seizoen van de serie het laatste zou worden.

## Uitgangspunt
De serie draait om Ted die in het jaar 2030 zijn zoon Luke (David Henrie) en dochter Penny (Lyndsy Fonseca) vertelt over gebeurtenissen die uiteindelijk leidden tot zijn ontmoeting met hun moeder. Zijn zoektocht begint in het jaar 2005. De zevenentwintigjarige Ted Mosby (Josh Radnor) is een aantal jaren eerder verhuisd naar New York na het afstuderen aan Wesleyan University met zijn vrienden Marshall Eriksen (Jason Segel) en Lily Aldrin (Alyson Hannigan). In MacLaren's, een bar die direct onder hun appartement gelegen is, ontmoet hij Barney Stinson (Neil Patrick Harris) en Robin Scherbatsky (Cobie Smulders). Tijdens zijn zoektocht naar "de ware" in New York wordt hij bijgestaan door deze vier vrienden. In de serie worden gedurende de afleveringen voor het vertellen van deze verhalen herhaaldelijk flashbacks gebruikt. De stem van Ted in het jaar 2030 wordt ingesproken door Bob Saget.

## Seizoenen
Zie: Lijst van afleveringen van How I Met Your Mother
| Seizoen | Aantal afleveringen | Originele Uitzenddatum            |  |
| ------- | ------------------- | --------------------------------- |  |
| 1       | 22                  | 19 september 2005 – 15 mei 2006   |  |
| 2       | 22                  | 18 september 2006 – 14 mei 2007   |  |
| 3       | 20                  | 24 september 2007 – 19 mei 2008   |  |
| 4       | 24                  | 22 september 2008 – 18 mei 2009   |  |
| 5       | 24                  | 21 september 2009 – 24 mei 2010   |  |
| 6       | 24                  | 20 september 2010 – 16 mei 2011   |  |
| 7       | 24                  | 19 september 2011 – 14 mei 2012   |  |
| 8       | 24                  | 24 september 2012 – 13 mei 2013   |  |
| 9       | 24                  | 23 september 2013 – 31 maart 2014 |  |

### Seizoen 1
In het jaar 2030, heeft Ted Mosby (voice-over door Bob Saget) zijn zoon en dochter bijeengeroepen om ze te vertellen hoe hij uiteindelijk hun moeder ontmoette.
Het verhaal begint in 2005 bij Ted (Josh Radnor). Hij is een 27-jarige architect die samenwoont met zijn twee beste vrienden van de Wesleyan University, rechtenstudent Marshall Eriksen (Jason Segel) en kleuterjuf Lily Aldrin (Alyson Hannigan). Eriksen en Aldrin vormen dan bijna negen jaar een stel. Hun verloving is de oorzaak ervan dat Ted gaat nadenken over het huwelijk en het vinden van zijn soulmate. Dit tot afschuw van zijn vriend Barney Stinson (Neil Patrick Harris), een onverbeterlijke rokkenjager met een niet nader genoemde baan in het bedrijfsleven. Ted begint op dat moment de zoektocht naar zijn ultieme soulmate. Hij maakt kennis met de ambitieuze jonge tv-reporter Robin Scherbatsky (Cobie Smulders), wanneer hij met Barney het spel Have you met Ted? speelt. Ted valt meteen voor haar, maar de liefde op het eerste gezicht is niet wederzijds. Met dit vijftal is wel meteen in de eerste aflevering de voltallige vaste cast voorgesteld.
Naarmate de reeks vordert, heeft Ted meerdere relaties: bijvoorbeeld met Victoria, een banketbakster. Hij ontmoet haar op een bruiloft. Hierdoor wordt Robin jaloers en zo beseft ze dat ze wel degelijk gevoelens heeft voor Ted. Wanneer Victoria naar Duitsland verhuist voor een fellowship wordt hun omgang een lange-afstandrelatie. Dan gaat Ted bijna vreemd met Robin. Hierdoor beëindigen Ted en Victoria hun relatie. Ted schrijft zich in bij een datingbureau en na heel veel moeite weet dit bureau hem te matchen met een mogelijke soulmate. Hij komt alleen niet opdagen op de blind-date en begint uit te gaan met Robin. Ondertussen begint Lily zich af te vragen of ze door haar relatie met Marshall misschien kansen laat lopen. Dan krijgt ze een beurs aangeboden om een kunstopleiding te volgen in San Francisco en besluit ze op het aanbod in te gaan. Hierop loopt haar relatie met Marshall stuk.

### Seizoen 2
In het begin van seizoen 2 worden Ted en Robin toch een paar. De ontstemde Marshall die achtergelaten is door Lily moet proberen door te gaan met zijn leven zonder Lily, en begint met anderen te daten.
Lily realiseert zich dat ze geen echte kunstenaar is en keert terug naar New York. Daar wordt ze weer herenigd met Marshall, en het seizoen bereikt zijn hoogtepunt in hun huwelijk. Barney verliest een "Slap Bet" die Marshall de mogelijkheid biedt vijf keer, op door hem gekozen momenten, Barney een klap in zijn gezicht te geven. Dit doet hij twee keer in de loop van dit seizoen. Het blijkt dat Barney een broer heeft die homo en zwart is.
Ook Barney gaat op reis naar Californië om deel te nemen aan The Price is Right (Amerikaanse spelshow). In eerste instantie gelooft hij dat Bob Barker zijn vader is, maar ontdekt, aldus hemzelf, later dat dat niet het geval is. In seizoen 2 ontdekken Marshall, Lily en Ted verder dat Robin een Canadese tiener-popster is geweest in de vroege jaren 90.
In de finale van het seizoen komt Barney erachter (op de bruiloft van Marshall en Lily) dat Ted en Robin al enige tijd geen relatie meer hebben. Ze wilden het echter niet aan iedereen vertellen omdat ze de bruiloft van Marshall en Lily niet wilden verpesten. Ted en Robin hebben besloten vrienden te blijven. De reden van de break-up is dat Ted wil trouwen en Robin niet. Het seizoen eindigt met Barney die enthousiast is over het vooruitzicht dat Ted en hij elkaars wingman zullen zijn, waarop hij het seizoen afsluit met "It's gonna be legen, wait for it..."

### Seizoen 3
Het seizoen start waar het vorige seizoen eindigde, dus met Barney die zijn zin afmaakt met "...dary." Ted en Robin hebben beiden tijd nodig om over hun break-up heen te komen. Ted laat zijn baard groeien en Robin gaat naar Argentinië, waar ze verliefd wordt op Gaël (Enrique Iglesias). Wanneer Robin terugkomt in de Verenigde Staten, samen met Gaël, besluit Ted dat het ook voor hem tijd is om verder te gaan met zijn leven en hij gaat samen met Barney op vrouwenjacht. Tijdens een wilde nacht, waarvan Ted zich nog nauwelijks iets kan herinneren, blijkt dat hij een vlindertatoeage onder op zijn rug heeft laten zetten, die hij later in het seizoen weer laat verwijderen. Hierbij leert hij Stella kennen.
Robin en Ted hebben moeite vrienden te blijven en zijn eigenlijk nooit alleen met elkaar. Zolang ze samen zijn met de groep lijkt alles koek en ei. Tegen Thanksgiving aan date Robin een oudere man en is Ted nog altijd vrijgezel. Ted is behoorlijk jaloers en na een woordenwisseling besluiten Ted en Robin dat ze geen vrienden kunnen zijn. Dankzij een onderlinge grap die Robin en Ted hadden toen ze nog een stel waren komt het uiteindelijk toch goed en blijven ze vrienden.
Marshall en Lily besluiten samen een appartement te kopen maar dan komt Marshall erachter dat Lily een enorme creditcard-schuld heeft waardoor ze het alleen kunnen kopen tegen een enorm rentepercentage. Wanneer ze uiteindelijk het huis hebben gekocht en er gaan kijken, blijkt het huis vlak bij een rioleringsverwerkingsfabriek te staan en dat ze dus constant in de stank zitten. Ze waren in een weekend gaan kijken maar toen was de fabriek gesloten. Om het drama compleet te maken, blijkt het appartement ook nog eens schots en scheef te zijn. Om alles te renoveren duurt nog een tijd waardoor Ted, Marshall en Lily voorlopig huisgenoten blijven.
Barney komt erachter dat zijn hele zelfvertrouwen en verleidingstactieken op leugens zijn gebaseerd wanneer de vrouw aan wie hij zijn maagdelijkheid verloor heeft bekend dat hij er de eerste keer niets van bakte. Zodoende kan hij een paar dagen geen vrouwen versieren en wanneer hij het probeert komen er alleen maar stomme en beledigende dingen uit zijn mond. Pas wanneer hij Rhonda opnieuw in bed weet te krijgen, na een tip van Heidi Klum, komt zijn zelfvertrouwen terug.
Ted wil zijn tatoeage laten verwijderen en komt daardoor bij dokter Stella terecht. Ted wil graag een keer met Stella uit, maar Stella weigert dit. Ted heeft vervolgens 10 sessies om haar te overtuigen weleens met hem uit te gaan. Na de 10e sessie legt ze hem uit dat ze niet met hem uit kan omdat ze een dochter heeft. Ted realiseert zich later dat ze hem niet echt heeft geweigerd en wint haar voor zich door haar mee te nemen op een date die maar 2 minuten duurt (alle vrije tijd die ze heeft in haar lunchpauze). Barney eindigt in bed met de secretaresse van Stella. Ze is een onzeker en goedgelovig ding genaamd Abby en wordt gespeeld door Britney Spears.
Wanneer Barney vrouwen probeert te versieren en hij even bij ze weg gaat om iets te halen en vervolgens weer terugkomt, krijgt hij een klap in zijn gezicht van de vrouwen die hij probeert te veroveren. Wanneer een onbekende vrouw naar Lily toe stapt en haar waarschuwt niet met Barney uit te gaan omdat hij vrouwen voorliegt om ze in bed te krijgen, moet Barney zien uit te vinden welke vrouw zo'n hekel aan hem heeft gekregen dat zij zijn leven wil verpesten. De top zoveel van vrouwen wordt samengesteld en samen met de groep probeert Barney erachter te komen wie de mystery-woman is die hem het leven zuur wil maken. Uiteindelijk bij een top 4 uitgekomen van vrouwen die beste redenen hebben om Barney te haten, gaat hij samen met Lily bij ze langs om erachter te komen of een van de vier het is. Wanneer blijkt dat geen van de vier de vrouw is die zijn leven probeert te verpesten, bedenken ze een plan om de echte vrouw die zijn leven wil zuur maken in de val te lokken. Robin doet zich voor als date van Barney in de hoop dat de mystery-woman naar haar toe zal stappen. Wanneer een, voor Barney, onbekende vrouw naar Robin gaat, voelt Barney zich schuldig omdat hij haar heeft voorgelogen, en zich wat voor leugen hij haar heeft verteld niet kan herinneren en biedt zijn gemeende excuses aan. Helaas voor Barney is ook zij het niet die hem terroriseert. Even lijkt Barney berouw te tonen voor zijn daden, maar 's avonds duikt hij toch weer met een wildvreemde meid onder valse voorwendselen in bed. Later blijkt zijn mystery-woman Abby te zijn die gewoon boos is omdat hij haar niet had gebeld na hun "date".
Robins eerste vriendje is in de stad. Robin wil hem laten zien wat hij heeft laten vallen toen ze nog een tiener was. Ze had hem ontmoet tijdens het filmen van haar tweede clip (Robin was in haar tienerjaren een Canadees popidool, genaamd Robin Sparkles). Barney moet koste wat het kost ook deze clip te zien krijgen en gaat op zoek. Haar ex, gespeeld door James Van Der Beek van Dawson's Creek is een totale mislukkeling geworden, een aan lager wal geraakte muzikant. Robin ziet dit echter niet in. Zodra ze hem ziet, verandert ze in een verliefde puber. Ondanks alle waarschuwingen van de groep valt ze als een blok voor hem om weer opnieuw door hem gedumpt te worden. Ze voelt zich ellendig en wordt door Barney opgevangen en als dank laat ze hem de videoband zien waarop de tweede clip staat. Na de clip telkens opnieuw te bekijken eindigt de aflevering met Robin en Barney zoenend op de bank.
Barney vraagt Marshall of hij wil uitzoeken of er iets in de "Brocode" staat dat zijn avontuur met Robin kan goedpraten bij Ted. Helaas voor Barney is de "Brocode" (door hemzelf verzonnen en geschreven) zo goed geschreven dat er niets in staat dat zijn avontuur kan goedpraten bij Ted. Barney weet dat als Ted erachter komt dat hij en Robin met elkaar naar bed zijn geweest, Ted woest zal zijn. Het is echter Robin die uiteindelijk aan Ted opbiecht wat er is gebeurd en Ted verbreekt de vriendschap met Barney. Ted besluit ook om de relatie met Stella te beëindigen. Na een ongeluk met een taxi dat hij zonder kleerscheuren overleeft, realiseert hij zich echter dat Stella de ware vrouw voor hem is. Iedereen, inclusief Barney, racet ondertussen naar het ziekenhuis waar Ted ligt om erachter te komen hoe het met hem is. Barney wordt pal voor het ziekenhuis echter geschept door een bus.

### Seizoen 4
De groep blijft volwassener worden nu ze allemaal de 30 nabij zijn. Stella zegt ja op Teds huwelijksaanzoek. Barney kan ondertussen vooral moeilijk omgaan met de gevoelens die hij heeft voor Robin. Maar dat wordt allemaal opgeheven door de promotie die Barney maakt. Zijn bedrijf heeft een ander bedrijf overgenomen en Stinson krijgt een managementfunctie bij Goliath National Bank (GNB). Barney vergeet echter zijn trouwe vrienden niet en zorgt ervoor dat ook Marshall een functie krijgt bij GNB. Zijn vriend Ted helpt hij door hem (zijn bedrijf) het hoofdkantoor van GNB te laten ontwerpen.
Marshall en Lily verhuizen eindelijk naar hun nieuwe appartement waarna op tafel komt of ze al dan niet klaar zijn voor kinderen. Robin neemt een nieuwe baan aan in Tokio. Ze keert echter al snel terug naar New York omdat ze haar laag aangeschreven job bij Metro News One mist en om aanwezig te zijn bij Ted en Stella's huwelijk. Ze wordt daar echter nog voor de ceremonie weggestuurd omdat Stella geen exen op het feest wil.
Uiteindelijk trouwt Ted niet met Stella. Ze laat hem aan het altaar staan voor de vader van haar dochter, Tony. Het huwelijk gaat niet door en Robin en Ted worden huisgenoten. Uiteindelijk krijgt Robin, dankzij Barney, een baan als nieuwsanker. Het enige nadeel is dat het een ochtendshow is die om 4 uur begint.
Ted ontdekt dat Barney gevoelens heeft voor Robin. De spanning stijgt nog meer wanneer Ted en Robin besluiten opnieuw seks te hebben, omdat dat het gemakkelijker zou maken om met elkaars tekortkomingen te leven. Na een tijdje slapen ze constant met elkaar en Barney doet zijn uiterste best om hun tekortkomingen weg te werken zodat die situatie zou ophouden. Ted merkt hoe Barney zich voelt en praat met zijn kamergenoot. Ze besluiten gewoon terug vrienden te worden.
Later wordt Ted van het GNB project gehaald en hij stapt op, wat leidt tot het oprichten van zijn eigen architectenbureau. Tegelijkertijd, met zijn verjaardag in aantocht, beseft Ted dat hij ouder wordt maar hij komt tot inkeer en besluit dat de reis minstens even belangrijk is als de bestemming wanneer het om ouder worden gaat. Vrouwenverslinder Barney strikt eindelijk zijn 200ste bedpartner en wrijft dat maar al te graag in het gezicht van de pestkop die hem het leven zuur maakte toen hij jong was. Op dat bepalende moment in zijn leven vraagt hij zich af waar hij met zijn leven naartoe wil wat hem meer zekerheid geeft over zijn gevoelens voor Robin.
Wandelend op straat loopt Ted in op zijn voormalige verloofde en haar voormalige ex-man, Tony. Die beslist wat later Ted op te zoeken om zijn medeleven te tonen in verband met de perikelen rond Stella. Hij biedt hem zelfs een baan aan als professor architectuur, maar Ted slaat dit af. Op het einde van het seizoen verlaat Lily plots voor vier weken de groep, als reactie op een vuile uitspraak van Barney. In de laatste aflevering komt Robin te weten dat Barney gevoelens voor haar heeft waar ze vervolgens op ingaat, en Ted beslist dat het toch beter is voor hem les in architectuur te gaan geven dan het beroep van architect uit te voeren.
De laatste scène van dit seizoen toont Ted die voor een collegezaal staat, waar blijkbaar zijn toekomstige vrouw in zit.

### Seizoen 5
Ted begint zijn baan als hoogleraar architectuur, en staat in het midden van een collegezaal. Hoewel 'de moeder', Teds toekomstige vrouw, wel degelijk aanwezig is, blijkt hij in de verkeerde collegezaal te zijn, namelijk die van economie.
Barney en Robin hadden ondertussen een relatie tijdens de zomer. Lily sluit hen op in Robins kamer, waardoor ze gedwongen worden 'het gesprek' te hebben over hun relatie. Na een moeilijke periode besluiten ze toch een einde aan hun relatie te maken. Robin beschrijft het in plaats daarvan als "twee vrienden die weer bij elkaar komen". Barney gaat onmiddellijk terug naar zijn oude manieren, en probeert met behulp van "the playbook", een boek met allerlei versiertrucs, te scoren bij vrouwen. Door het hele seizoen heen laten Barney en Robin gevoelens van spijt van hun breuk zien.
Ted date met een nog niet afgestudeerde studente genaamd Cindy (Rachel Bilson), en het blijkt dat haar kamergenoot Teds toekomstige vrouw is. Robin ontmoet Don, haar nieuwe medepresentator bij haar ochtend tv-show op Channel 12. Hoewel ze zijn gedrag in het begin afkeurt (Zo presenteert hij in het begin zonder broek), starten de twee uiteindelijk een relatie en gaat Robin bij hem inwonen. Aan het einde van het seizoen maken ze een einde aan de relatie, als Don een baan in Chicago aanneemt die Robin eerder heeft afgewezen om samen met Don te zijn. Marshall maakt gebruik van zijn vierde klap (Uit "The slapbet") aan Barney, ook deze keer weer op Thanksgiving. Ted koopt in een spontane opwelling een huis, maar dat blijkt een gigantisch krot te zijn. Het zal een zware taak worden het op te knappen en het lijkt onzeker of ze het huis echt opknappen, maar de kijker komt er al gauw achter dat dit uiteindelijk het huis zal zijn waar hij met zijn vrouw en kinderen in de toekomst zal wonen.
Lily en Marshall discussiëren over het idee van een baby, maar Lily is onzeker. Het echtpaar beslist om het uit te stellen totdat ze de laatste dubbelganger van de groep zien. Uiteindelijk denkt Lily de laatste dubbelganger te zien (De dubbelganger van Barney, een taxichauffeur), en besluiten Marshall en Lily om kinderen proberen te krijgen. Het blijkt echter dat Barney zich verkleed had als taxichauffeur. Toch gaan Marshall en Lily door met hun belofte; Ze gaan proberen kinderen te krijgen.

### Seizoen 6
De eerste aflevering van het zesde seizoen genaamd "Big Days" werd uitgezonden op 20 september 2010 op CBS. In dit zesde seizoen komt er een zesde persoon als vriendin bij de groep. Ted ontmoet op een dag Zoey (gastrol door Jennifer Morrison), als hij naar een oud gebouw "the Arcadian" staat te kijken dat gesloopt zal worden voor het nieuwe kantoor van GNB dat Ted heeft ontworpen. Na eerst Teds nemesis te zijn geweest omdat zij het verschrikkelijk vindt dat Ted het gebouw laat slopen krijgen ze een relatie nadat Zoeys huwelijk met "the Captain" op de klippen is gelopen.
Lily en Marshall zijn nog steeds bezig met pogingen om kinderen te krijgen en het lijkt alsof er iets niet goed is met een van de twee. Lily blijkt echter enorm vruchtbaar te zijn dus het probleem zou bij Marshall moeten liggen. Hij ondergaat een test door de vijfde dubbelganger (die van Barney) waaruit blijkt dat het onwaarschijnlijk is dat hij kinderen zal kunnen verwekken alleen komt hij erachter dat dit Barney echt is en later komt alsnog de echte doctor binnen lopen en vertelt dat alles ok is met Marshall en hij makkelijk kinderen zou moeten krijgen. Tijdens die aflevering komt het verschrikkelijke nieuws dat Marshalls vader is overleden aan een hartaanval. De klap komt enorm aan bij Marshall en ook na de begrafenis blijft hij nog een tijd bij zijn moeder in Minnesota, tot Lily hem zo enorm mist dat hij terugkomt.
Robin gaat na meer teleurstellingen in haar werk (onder meer irritaties over haar nieuwe co-host Becky) als Anchor weg bij Channel 12 en neemt een baan aan als redactrice bij een andere nieuwszender. Sandy, haar vroegere co-host blijkt haar nieuwe baas te zijn.
Barney en zijn broer confronteren hun moeder met het feit dat ze hen continu heeft voorgelogen nadat ze een foto hebben gevonden in een boek waar achterop geschreven staat: "Jouw zoon". Het resultaat is dat Barney's broer zijn echte vader vindt. Gedurende het seizoen raakt Barney er zelf steeds meer klaar voor om zijn echte vader te ontmoeten.
Verder wordt hij verliefd op Nora, een collega van Robin, nadat ze hem op Valentijnsdag heeft geholpen bij een lasergamewedstrijd. Hij blijft dit echter stellig ontkennen. Aan het einde van het seizoen wordt Ted getoond die als getuige geroepen wordt door de bruidegom. Die bruidegom blijkt Barney te zijn, met wie hij trouwt is niet bekend.

### Seizoen 7
Eerste aflevering van seizoen 7 begint waar de laatste aflevering van de vorige seizoen was geëindigd, namelijk op de bruiloft van Barney en de nog onbekende bruid. Ted probeert Barney gerust te stellen door een oude herinnering te vertellen, waarin blijkt dat Lily en Marshall in verwachting zijn.
Gedurende het seizoen doet Ted nogmaals een (vergeefse) poging om een relatie met Robin nieuw leven in te blazen. Hij komt Victoria (Cupcake, zie seizoen 1) weer tegen, maar wijst zelfs haar af, vanwege zijn verliefdheid. Robin wijst hem echter weer af, waardoor het contact tussen Ted en haar op een laag pitje komt te staan. Ze zien elkaar lange tijd niet.
Barney krijgt een steady relatie met een stripper, en doet alsof hij dat helemaal geweldig vindt. In werkelijkheid vreet het hem echter op dat ze 's avonds danst voor andere mannen. Ze geeft aan dat ze alleen stopt met strippen als ze zou gaan trouwen. Na lange tijd geeft ze op een reisje dat Barney voor haar heeft georganiseerd toe dat ze gestopt is met strippen, juist op het moment dat Barney haar ten huwelijk vraagt.
Lily & Marshall verhuizen gedurende het seizoen naar een buitenwijk, naar het oude huis van Lily's grootouders. Ze hebben het daar echter helemaal niet naar hun zin, dus verhuizen ze weer naar Manhattan, naar het appartement van Ted. Ze zijn bovendien volop druk met Lily's zwangerschap. Aan het einde van het seizoen wordt de baby geboren die als "middle name" (tweede naam) Wait For It krijgt, op verzoek van Barney.
In de laatste aflevering belt Ted met Victoria. Ze blijkt op het punt te staan om te gaan trouwen, maar gaat dolgraag in op het verzoek van Ted om elkaar te ontmoeten. Ze laat de bruiloft voor wat die is. Ted wil haar nog terugbrengen naar de ceremonie, maar rijdt uiteindelijk de kerk met opzet voorbij... naar de zonsondergang.
Aan het einde van de aflevering zien komt weer dezelfde trouwerij voor als in aflevering 1. Ditmaal wordt de bruid, Robin Scherbatsky, getoond.

### Seizoen 8
Op maandag 24 september 2012 kwam het achtste seizoen uit in Amerika op de zender CBS. Het nieuwe seizoen begon waar het vorige geëindigd is, namelijk bij de trouwerij van Robin en Barney. De titel van deze eerste aflevering is 'Farhampton'.
Barney krijgt in dit seizoen een relatie met een collega van Robin, welke Robin zelf haat. Deze hele relatie blijkt echter in scène gezet te zijn en is het een play uit The Playbook om alsnog Robin te krijgen. Barney vraagt Robin ten huwelijk op het dak van het World Wide News-gebouw, waar zij ja zegt. In deze aflevering wordt ook het GNB-gebouw (welke Ted heeft ontworpen) geopend met een grote openingsceremonie.
In de laatste aflevering van het seizoen gaat Marshall naar zijn moeder in Minnesota toe. Een week voordat ze naar Rome gaan, daar probeert zijn moeder hem over te halen om niet te gaan. Lily is hier heel ongerust over, maar heeft andere problemen aan haar hoofd. Ted laat zijn opgeknapte huis zien aan Lily, maar Lily ziet het "For Sale"-bord in het huis liggen. Ted wil namelijk naar Chicago verhuizen de dag na de bruiloft van Barney en Robin, Lily probeert hem uit te horen waarom hij weg wil en komt erachter dat Ted weer gevoelens heeft voor Robin, door wat er in een eerdere aflevering is gebeurd (aflevering 23, waar Robin haar ketting zoekt) en dat hij niet langer kan blijven. Lily weet waar de ketting is gebleven en het blijkt dat Ted hem al die tijd in een pennendoosje had. Ted geeft de ketting als bruiloftsgeschenk, maar Lily waarschuwt hem. Barney en Robin gaan een avondje uit naar een restaurant waar ze eerder hebben gezeten, daar komen ze een stel tegen die hun avond hebben verziekt. ze gaan proberen hun avond ook te verzieken, en Robin heeft daar een plannetje voor, ze heeft haar verlovingsring in de champagne gedaan en ze krijgen ruzie. Later die avond komen ze het stel weer tegen in het park en vertellen ze dat ze alsnog gaan trouwen en dat ze zijn geholpen door Barney en Robin. Marshall krijgt een telefoontje van de rechtbank dat hij is aangenomen om rechter te worden, en dat dwarsboomt hun plannen om naar Italië te gaan. Het laatste stuk van de laatste aflevering van dit seizoen toont de moeder en toekomstige vrouw van Ted, gespeeld door Cristin Milioti.

### Seizoen 9
In januari 2013 werd bekend dat er een negende seizoen kwam. Er werden radicale veranderingen doorgevoerd ten opzichte van de vorige seizoenen. Zo speelde het volledige negende seizoen zich af tijdens het weekend van de trouwerij van Barney en Robin. Marshall, Lily, Robin en Barney zullen de moeder (Tracy) ontmoeten voordat Ted dat doet. Op 31 maart 2014 werd de laatste aflevering uitgezonden.
Op 23 september 2013 kwamen de eerste twee afleveringen van het laatste seizoen uit in de Verenigde Staten. Hierin is te zien hoe Lily de moeder ontmoet. Daarnaast wordt bekendgemaakt dat James (de broer van Barney) gaat scheiden. In de voorlaatste aflevering trouwen Barney en Robin.
Gedurende het seizoen zijn niet alleen de gebeurtenissen te zien die plaatsvinden tijdens het weekend van de trouwerij van Barney en Robin, maar ook veel vooruitblikken. Veel van die vooruitblikken gaan over de relatie van Ted met de moeder, maar ook tussen Lily en Marshall met hun twee kinderen in Italië. Met name tijdens de laatste aflevering wordt veel vooruit gekeken. Er wordt getoond hoe het huwelijk van Barney en Robin na drie jaar sneuvelt, hoe Barney probeert de oude "McLaren's" tijden te laten herleven, hoe Ted zijn mooie momenten in zijn huwelijk meemaakt, maar ook hoe Ted aan Tracy's ziekbed zit.
De aflevering eindigt met de initiële ontmoeting tussen Ted en Tracy op het station van Farhampton. Ted sluit zijn verhaal af met "...and that is how I met your mother". Zijn zoon en dochter doorzien echter de echte bedoeling van zijn verhaal. Hun conclusie: Ted wil hun goedkeuring om zes jaar na het overlijden van hun moeder "aunt" Robin op date mee te nemen. Het hele verhaal ging immers amper over hun moeder, maar veelvuldig over de gevoelens van Ted voor Robin. Ted besluit na de goedkeuring van zijn kinderen om Robin op te zoeken. Met de "blue French horn" natuurlijk...

## Rolverdeling

### Hoofdrollen
| Acteur              | Personage         | Opmerkingen |
| ------------------- | ----------------- | --- |
| Josh Radnor         | Ted Mosby         | De protagonist van het verhaal. Hij is architect van beroep. Op het einde blijkt dat Ted het verhaal aan zijn kinderen vertelde om duidelijk te maken dat Robin eigenlijk de grote liefde van zijn leven is. Op aandringen van zijn kinderen, vraagt Ted Robin op een date. |
| Jason Segel         | Marshall Eriksen  | Teds beste vriend, met wie hij al sinds zijn studententijd samenwoont. Hij is advocaat van beroep en Lily's echtgenoot. Samen met Lily heeft hij een zoon, Marvin, een dochter, Daisy, en nog een derde kind. |
| Cobie Smulders      | Robin Scherbatsky | Robin is een televisiepresentatrice met wie de andere vrienden in het begin van de reeks kennis maken. Ted valt als een blok voor Robin, maar zij is niet 'de moeder' over wie de reeks gaat (de Ted uit 2030 noemt haar tegen zijn kinderen steevast Aunt Robin ('tante Robin')). Zij en Barney trouwen in seizoen 9. Ze gaan echter uit elkaar in de toekomst omdat Robin door haar carrière steeds weg was en geen tijd vrijmaakte voor hem en haar vrienden. Ze blijft contact houden met Ted en velen jaren later staat hij opnieuw voor haar voordeur om haar op date te vragen. |
| Neil Patrick Harris | Barney Stinson    | Barney is een flierefluiter die niets liever doet dan vrouwen versieren. Hij is tegen trouwen en relaties. Hij werkt bij een bank maar het is onzeker wat zijn juiste functie is. Hij en Robin trouwen in seizoen 9, maar in de toekomst gaan ze uit elkaar omdat Robin zich te veel focust op haar carrière en ook geen tijd meer vrijmaakt voor Barney en haar vrienden. Barney wordt opnieuw een flierefluiter tot hij na een onenightstand onverwachts vader wordt van een dochter, Ellie. Barney is zeer gelukkig met Ellie, die uiteindelijk de enige vrouw in zijn leven is.    |
| Alyson Hannigan     | Lily Aldrin       | Marshalls vrouw. Ze gaat na verloop van tijd bij Ted en Marshall wonen. Ze is kleuterjuffrouw van beroep. In seizoen 7 krijgen zij en Marshall een zoon, Marvin, en in seizoen 9 krijgt Lily te horen dat ze opnieuw zwanger is. In de toekomst krijgt ze een dochter, Daisy, en een derde kind. |
| Cristin Milioti     | Tracy McConnell   | De toekomstige vrouw van Ted. Samen met Ted heeft ze, in de toekomst, twee kinderen: Luke en Penny. Ze zit in de band die op het huwelijk van Barney en Robin speelt. Ze wordt voor het eerst gezien op het einde van seizoen 8. Zij en Ted zijn zeer gelukkig in de toekomst, maar Tracy sterft uiteindelijk, zes jaar voordat Ted het verhaal begint te vertellen aan hun kinderen. |

### Bijrollen
| Acteur          | Personage                  | Opmerkingen |
| --------------- | -------------------------- | --- |
| Lyndsy Fonseca  | Penny Mosby                | De dochter van Ted en Tracy. Samen met haar broer Luke is ze vaak te zien in een zetel, luisterend naar de verhalen van haar vader in 2030. |
| David Henrie    | Luke Mosby                 | De zoon van Ted en Tracy. Samen met zijn zus Penny is hij vaak te zien in een zetel, luisterend naar de verhalen van zijn vader in 2030. |
| Marshall Manesh | Ranjit Singh               | Een taxi- en later limousinechauffeur. Op tal van belangrijke momenten in het leven van de hoofdpersonages is hij aanwezig, weliswaar vaak als chauffeur. Hij is getrouwd met Falguni, die ook in een aflevering te zien is.                                             |
| Bob Saget       | Verteller (oude Ted Mosby) | De stem van de oudere Ted in 2030. Hij komt nooit in beeld, maar vertelt het verhaal van hoe hij de moeder van zijn kinderen heeft ontmoet aan zijn dochter Penny en zoon Luke. Hij geeft regelmatig commentaar op wat er gebeurt terwijl het beeld even wordt bevroren. |

## Kritiek
Onder veel fans heerste teleurstelling over de afloop van de serie. Men had jarenlang uitgekeken naar de ontmoeting met de moeder en was er tevreden mee dat Tracy de moeder bleek te zijn, maar dat Ted uiteindelijk alsnog met Robin een relatie zou aangaan werd minder positief ontvangen. Bovendien ging het gehele negende seizoen over de bruiloft van Barney en Robin, waarbij in de laatste aflevering werd bekendgemaakt dat dit huwelijk slechts drie jaar stand hield: sommigen beschouwden dit als een verspilling van het negende seizoen en vonden dat er onvoldoende rekening was gehouden met het logische verloop van het verhaal. Deze kritiek was reden voor Carter Bays om een alternatief eind te bedenken en vast te leggen in een aparte aflevering. De betreffende aflevering is te bekijken op de dvd-uitgave van de hele serie.

## Spin-off
Al snel na het einde van de serie kwam het idee van een spin-off bovendrijven, en dus zonden CBS en 20th Century Fox Television in 2014 een pilotaflevering uit van How I Met Your Dad. Deze had eenzelfde format als How I Met Your Mother, maar met een nieuwe cast en een vrouwelijk hoofdpersonage genaamd Sally (Greta Gerwig). Na de uitzending van de pilot zag CBS af van het in productie nemen van de serie. In 2022 verscheen er alsnog een spin-off, weliswaar onder de titel How I Met Your Father, met Sophie (Hilary Duff) als hoofdpersonage.

## Trivia
- Alyson Hannigan wilde niet zoenen met Jason Segel omdat hij rookte. In de serie zoenen ze dus minder dan gepland. Segel beloofde eerst Hannigan 5 dollar te geven voor elke sigaret die hij rookte, maar later raakte hij weer verslaafd en verbrak hij die belofte.
- Cristin Milioti, de moeder, is maar 18 maanden ouder dan het meisje dat haar dochter Penny speelt.
- Alle scènes met Penny en Luke zijn tijdens seizoen 1 gefilmd, zodat ze niet zouden verouderen.
- Alyson Hannigans dochtertje zou in de serie spelen als baby, maar hier werd van afgezien omdat ze al te oud was.
- Cobie Smulders en Alyson Hannigan waren beiden zwanger tijdens seizoen 4. Dit hebben ze echter verborgen door wijde shirts. Alleen Hannigans buik is één keer te zien geweest, toen ze klaar was met een eetwedstrijd in seizoen 4.
- De partners van meerdere hoofdrolspelers komen voor in de serie, zo speelt Alexis Denisof (de man van Alyson Hannigan) een nieuwslezer genaamd Sandy Rivers.